# صناعة الطائرات الروسية

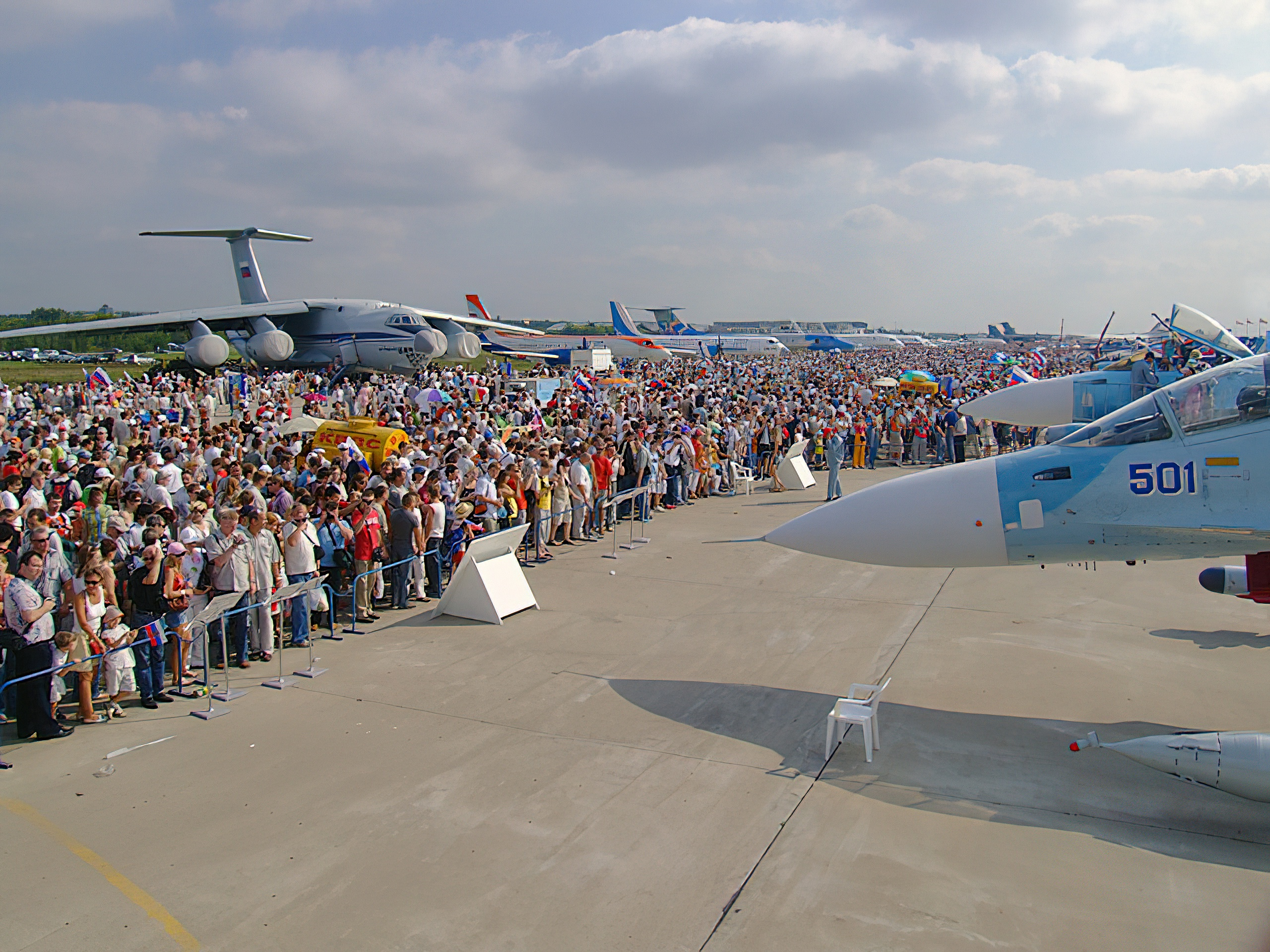
معرض ماكس الجوي حدث مهم لعرض الطائرات الروسية

صناعة الطائرات  قطاع اقتصادي مهم في روسيا حيث يشغل حوالي 355,300 شخص، أدى تفكك الاتحاد السوفيتي إلى أزمة عميقة في صناعة الطائرات لا سيما المدنية منها لكن الحالة بدأت بالتحسن في العقد الأول من الألفية الثانية مع نمو النقل الجوي وازدياد الطلب على الطائرات. أنشأت الحكومة الروسية شركة الطائرات المتحدة عام 2005 وهي شركة قابضة تضم معظم شركات صناعة الطائرات.
حالياً تعرض صناعة الطائرات الروسية طائرات عسكرية مثل ميغ-29 وسو-27 بينما المشاريع الجديدة مثل سوخوي سوبرجت 100 وايركوت إم إس-21 التي يؤمل منها إعادة النشاط لصناعة الطائرات المدنية.

## التاريخ

### الحرب العالمية الأولى
مع اندلاع الحرب العالمية الأولى كان في روسيا 24 شركة لانتاج الطائرات، لكنها لم تكن تملك المواد أو القدرة لتعويض الطائرات المدمرة في الحرب، خصوصاً المحركات، حيث أنتجت الشركات الروسية 1893 طائرة واستوردت 883 بين عامي 1914 إلى عام 1916 لكنها لم تنتج أكثر من 920 محرك في نفس هذه الفترة واستوردت 2326 محرك.
وانخفض الإنتاج بصورة حادة مع اندلاع ثورة شباط في روسيا 1917 وتوقف عملياً بعد ان خرجت روسيا من الحرب عام 1918 .

### العهد السوفيتي
في العهد السوفيتي ساد الاقتصاد الموجه، واعتبرت منافسة السوق الحرة بين الشركات المنتجة عملية مدمرة، وبدل من هذا اعتمد النظام السوفيتي على نظام متعدد الدرجات لانتاج الطائرات وتالف هذا النظام من مكاتب التصميم، شركات التصنيع، ثم شركات التصدير ولم تكن لمكونات هذا النظام علاقة ببعضهم البعض فكانت مشاريع الإنتاج تقترح من طرف القوة الجوية الروسية إلى مكاتب التصميم التي تستعين بمعاهد الابحاث التي تزودهم بالمعلومات وتقوم بالاختبارات وبعد اتمام التصاميم ترسل إلى المصانع للإنتاج، والدرجة الثالثة في هذا النظام وهي شركات التصدير وهي شركات مستقلة لا علاقة لها بمكاتب التصميم أو معامل الإنتاج تقوم بالتسويق الخارجي والتصدير.
ومع انهيار الاتحاد السوفيتي وحلف وارسو ومجلس التعاون الاقتصادي تفككت صناعة الطائرات السوفيتية لان كثير من حلقات هذه الصناعة تقع اما في جمهوريات الاتحاد السوفيتي السابق مثل معمل تصنيع السوخوي - 25 الذي يقع في جورجيا ومعامل تصنيع الانتونوف في أوكرانيا أو تقع في دول حلف وارشو مثل إنتاج طائرات التدريب التي تقع في جمهوريا التشيك والمروحيات الخفيفة والطائرات الزراعية التي تقع في بولندا.

### بعد المرحلة السوفيتية
ميغ-29 

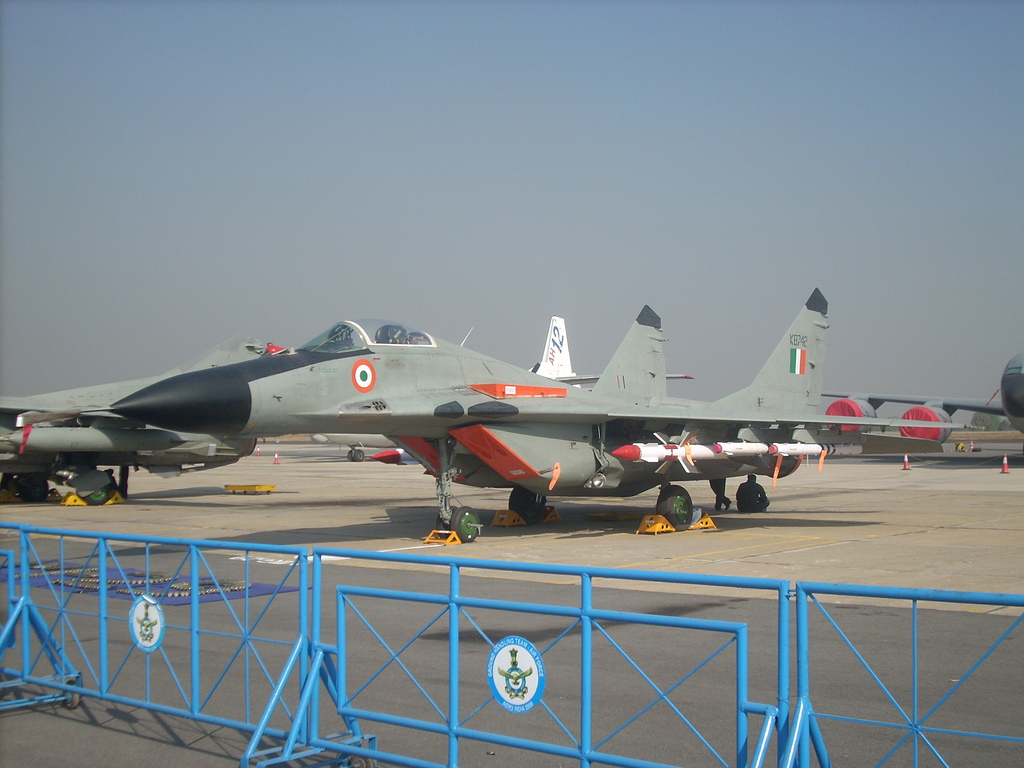
ميغ-29 القوة الجوية الهندية

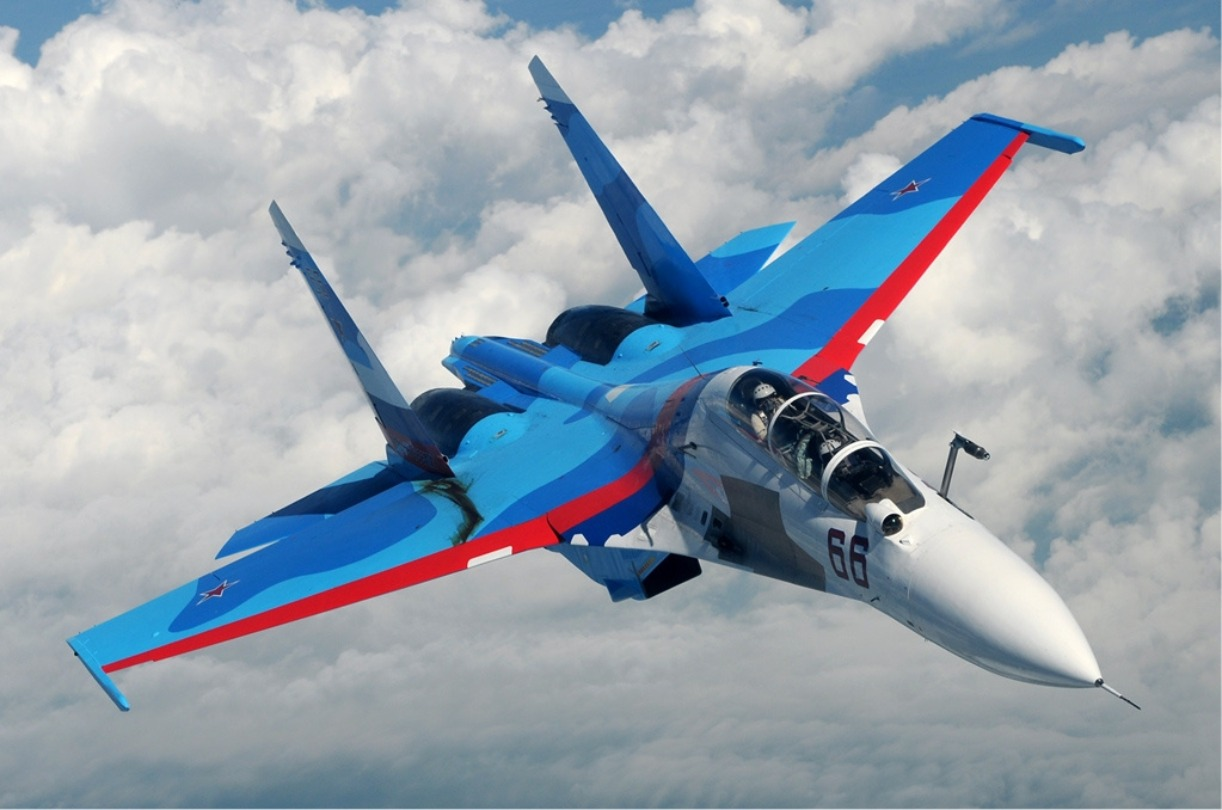
سوخوي سو-30 القوات الجوية الروسية

كانت الصناعات الجوية متطورة جداً خلال الفترة السوفيتية ففي نهاية عقد الثمانينات كان الاتحاد السوفيتي ينتج 25% من طائرات العالم المدنية و 40% من طائرات العالم العسكرية ومع انهيار الاتحاد السوفيتي عام 1991 دمرت الصناعات السوفيتية بواسطة الاستيراد بينما نجا قطاع إنتاج الطائرات وقطاع السيارات من خلال فرض رسوم كمارك حمائية عالية. استفادت صناعة الطائرات العسكرية من انهيار الاتحاد السوفيتي بسبب تحسن امكانيات التصدير الطائرات والقطع الجديدة أو المستعملة. لكن صناعة الطائرات المدنية عانت كثيراً من هذا الانهيار ففي عام 1990 انتج الاتحاد السوفيتي 715 طائرة، هبطت إلى 54 طائرة عام 1998 ثم إلى 4 طائرات فقط عام 2000 .
ومن بين الطائرات المهمة للتصدير كانت مقاتلة ميغ-29 والتي حافظت على رواجها خلال سنوات الازمة في عقد التسعينات 
حققت صناعة الطائرات الروسية عوائد اجمالية بقيمة 2,7 مليار دولار وذلك عام 2000 بصافي ارباح يقدر ب 600 مليون دولار. وصدرت روسيا طائرات عسكرية بقيمة 1,3 مليار دولار وذلك في نفس العالم

### 2000-2005 بداية التعافي
بالعودة إلى سنة 2000 كانت صناعة الطائرات الروسية تعاني من أزمة عميقة، فقد بنيت بضعة طائرات فقط خلال تلك السنة وفشلت الطائرات القديمة والحديثة في استلام شهادات السلامة الدولية أو شهادة البيئة. وكادت شركتان رئيسيتان هما افيستار وفورنيج تعلنان افلاسهما، وقدرت ارباح صناعة الطائرات المدنية ب 300 مليون دولار فقط عام 2001 .واخذت الحالة بالتحسن بين عامي 2001 إلى 2006 حيث اخذت صناعة الطائرات المدنية تستلم طلبات جديدة من شركات التأجير، ونمت حركة النقل بحوالي 8% سنويا وبحلول العام 2004 ارتفع الطلب المحلي على الطائرات.
تجاوزت صناعة الطائرات العسكرية 15 عاماً من الازمة من خلال التصدير فقط ولم تستلم أي مساعدة من الحكومة الروسية الا ابتدائاً من عام 2005 .

### 2005 إلى 2010 سياسة الاندماج الصناعي
في العام 2005 بدأت الحكومة الروسية ببرنامج الاندماج الصناعي لجمع شركات صناعة الطائرات تحت مظلة منظمة واحدة وأنشئت شركة الطائرات المتحدة، بهدف تحسين خطوط الإنتاج وتقليل الخسائر، واننقسم البرنامج إلى ثلاث مراحل: الأولى إعادة التنظيم وإدارة الازمة (2007-2010) والثانية تطوير المشاريع الموجودة (2007-2010)اما المرحلة الثالثة فتمتد بين عامي (2015-2025) لتحقيق تقدم أكبر من خلال خلق مشاريع جديدة.
ازداد تسليم الطائرات الجديدة إلى 6 عام 2005 وقفز هذا الرقم إلى 15 طائرة مدنية وفي العام 2009 بلغت قيمتها 12,5 مليار روبل معظمها إلى شركات الطيران المحلية
.
وازداد معدل إنتاج الطائرات الروسية عام 2009 بمعدل 19,5% على الرغم من الازمة المالية العالمية.

### المشاريع الجديدة

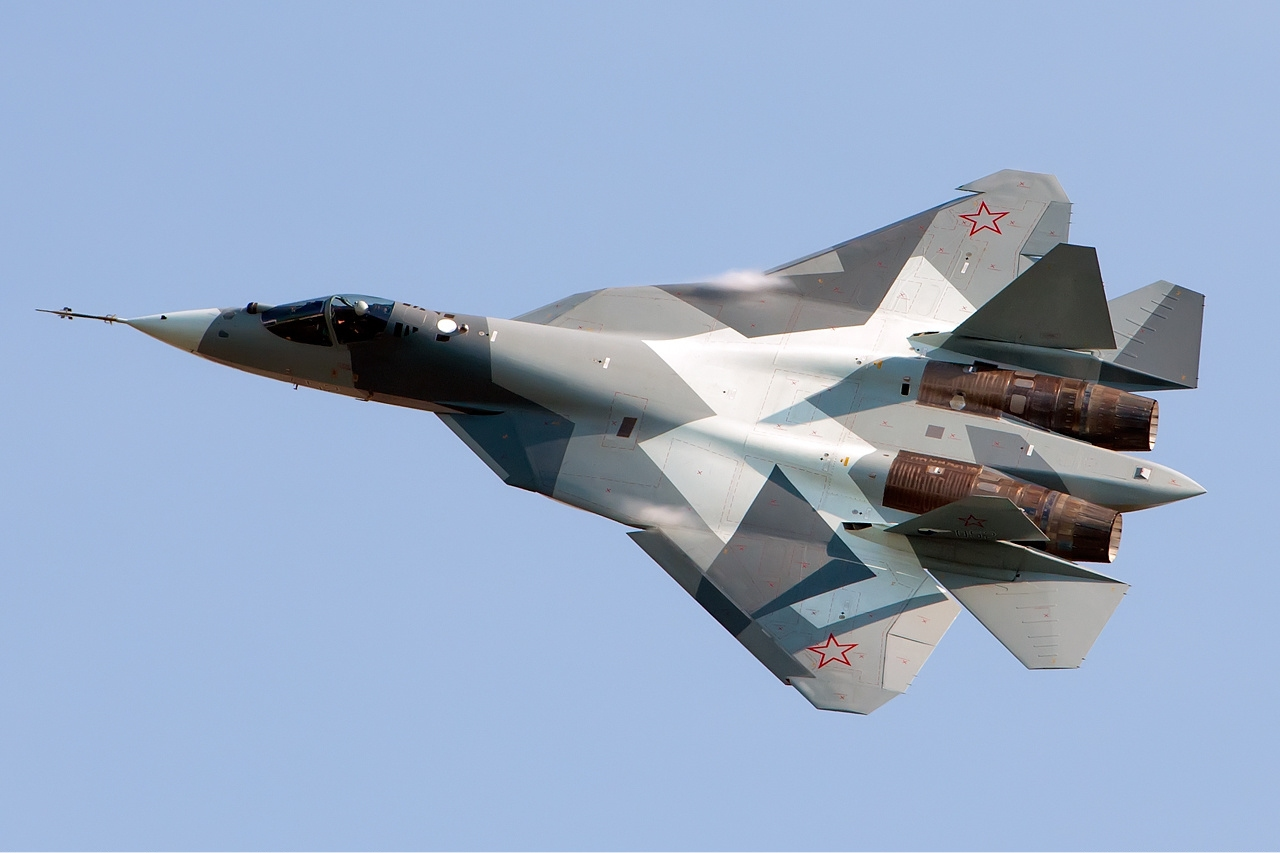
سوخوي سو-57

#### مقاتلات الجيل الخامس
```
طلبت 
القوات الجوية الروسية
 تصنيع طائرة خفيفة متعددة المهام عام 1998 ونجحت الشركات الروسية في إنتاج 
سوخوي تي 50
 وهي من مقاتلات الجيل الخامس كرد على الطائرة الأمريكية 
جوينت سترايك فايتر
 
[
10
]
```

#### سوخوي سوبر جت 100

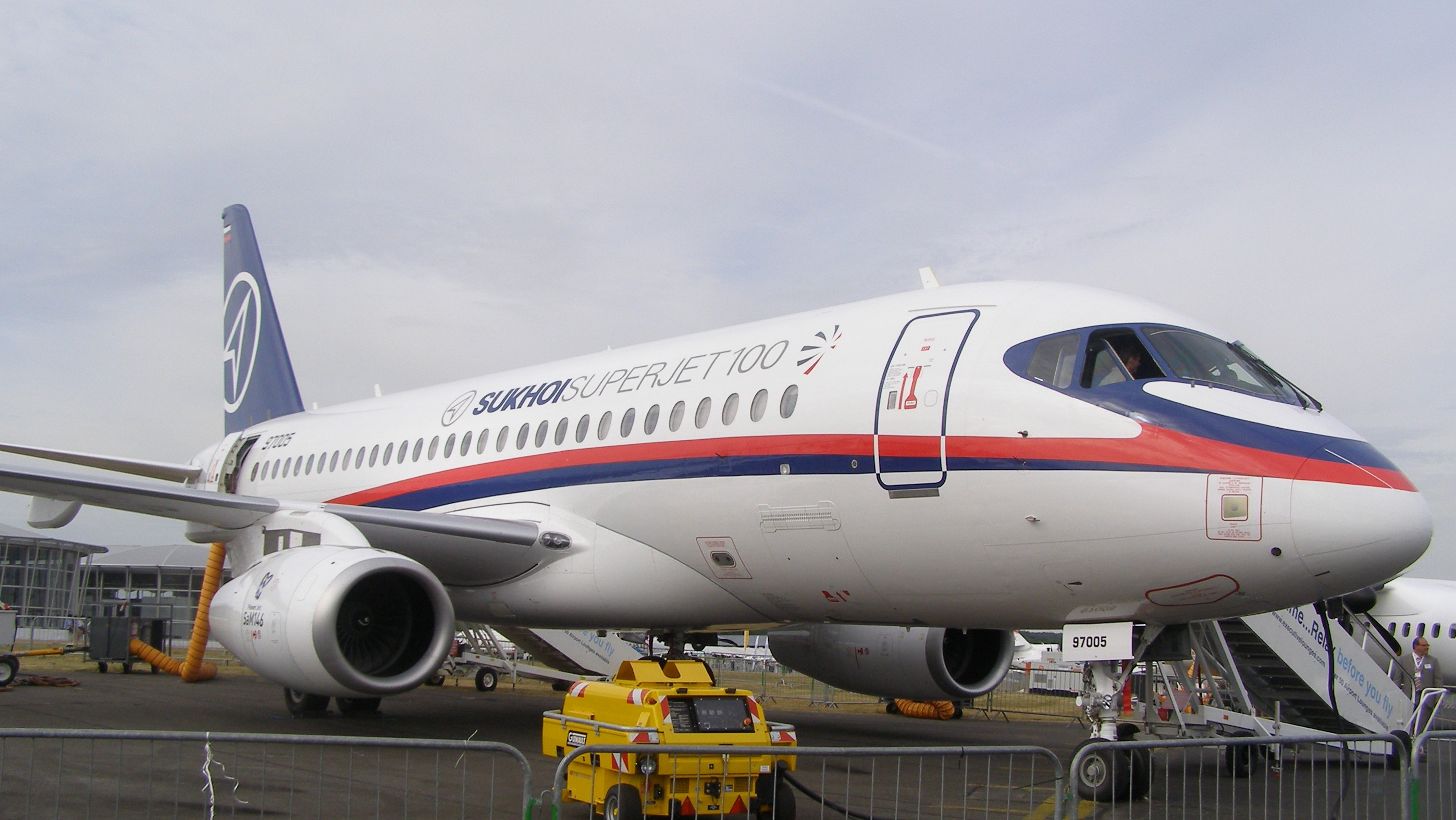
سوخوي سوبرجت 100

سوخوي سوبرجت 100 طائرة نقل مسافرين ضيقة البدن للنقل المتوسط وتعتبر الطائرة المدنية الرئيسية التي طورت بعد 1991. طارت هذه الطائرة لأول مرة عام 2008 وقد وصفت بانها أكثر الطائرات اهمية ونجاحاً في صناعة الطائرات المدنية الروسية. وتم تصميم الطائرة بواسطة شركة سوخوي وهي شركة تابعة لشركة الطائرات المتحدة بالتعاون مع شركاء اجانب وتم تجميع الطائرة في (شركة كوزمولك اون امور لصناعة الطائرات) (KnAAPO) في أقصى شرق روسيا بينما تركز (شركة نوفوسبيرسك لانتاج الطائرات) (NAPO)على إنتاج مكونات الإنتاج. وانفقت كلا الشركتين اموال كبيرة لتحديث معاملهما وانتجت الشركتان 70 طائرة من هذا النوع عام 2012 .

#### ايركوت إم إس-21

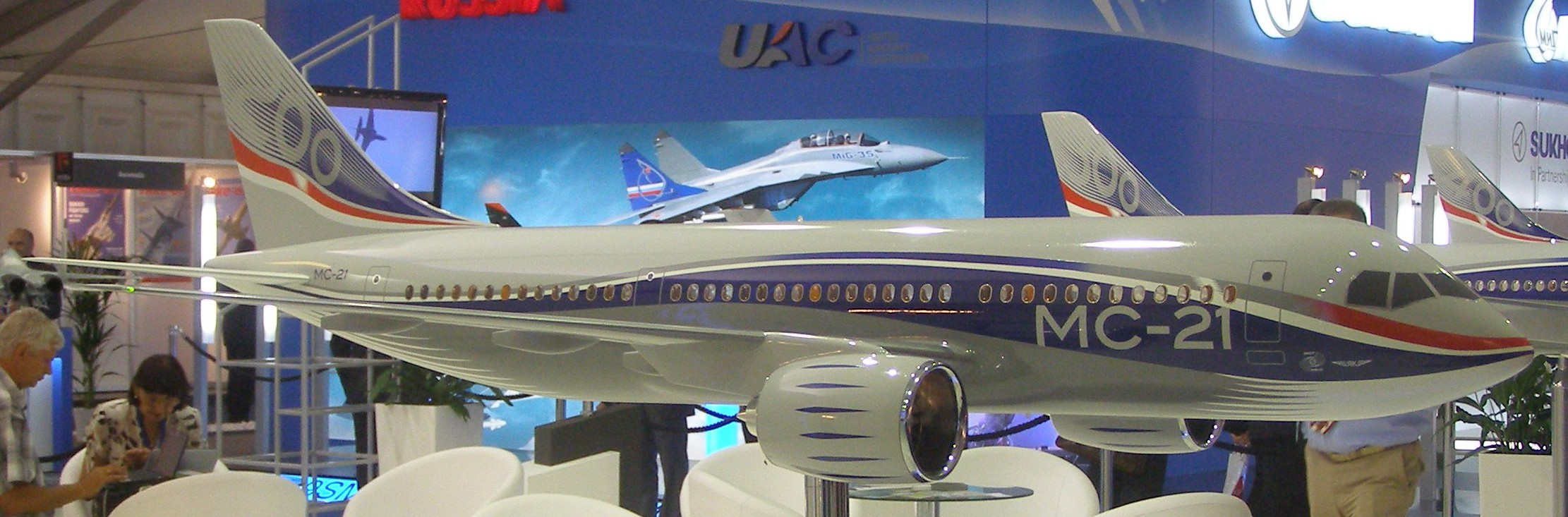
ايركوت إم إس-21

بدأ تطوير الطائرة ايركوت إم إس-21 عام 2000 وتتسع الطائرة ل 150 -200 ركاب ومداها يصل إلى 5000 كلم، وتم تطويرها بواسطة شركة إيركوت بالتعاون مع شركاء اجانب. وتستهدف الطائرة الفئة الأكثر شعبية من السوق المحلية وتنوي الشركة استبدال الطائرات القديمة مثل توبوليف تو 154 بهذه الطائرة وبرنامج إنتاج الطائرة مازال في مرحلة التصميم،. ومن المتوقع ان تدخل الطائرة مرحلة الإنتاج عام 2017 .

#### مشاريع أخرى
طورت مشاريع طائرات أخرى حديثاً من ضمنها ياك -130 وهي طائرة تدريب متقدمة وطائرة هجوم خفيف، إضافة إلى النسخة المحدثة توبوليف تي يو-204اس ام، والطائرة الأوكرانية أنتونوف أن-140 وهي طائرة ركاب اقليمية وتنتج معظمها في معامل فورونيج. كما يخطط صانع الطائرات البرمائية بيريف لانتاج عدة تصاميم جديدة لنقل الركاب.

## الهيكل

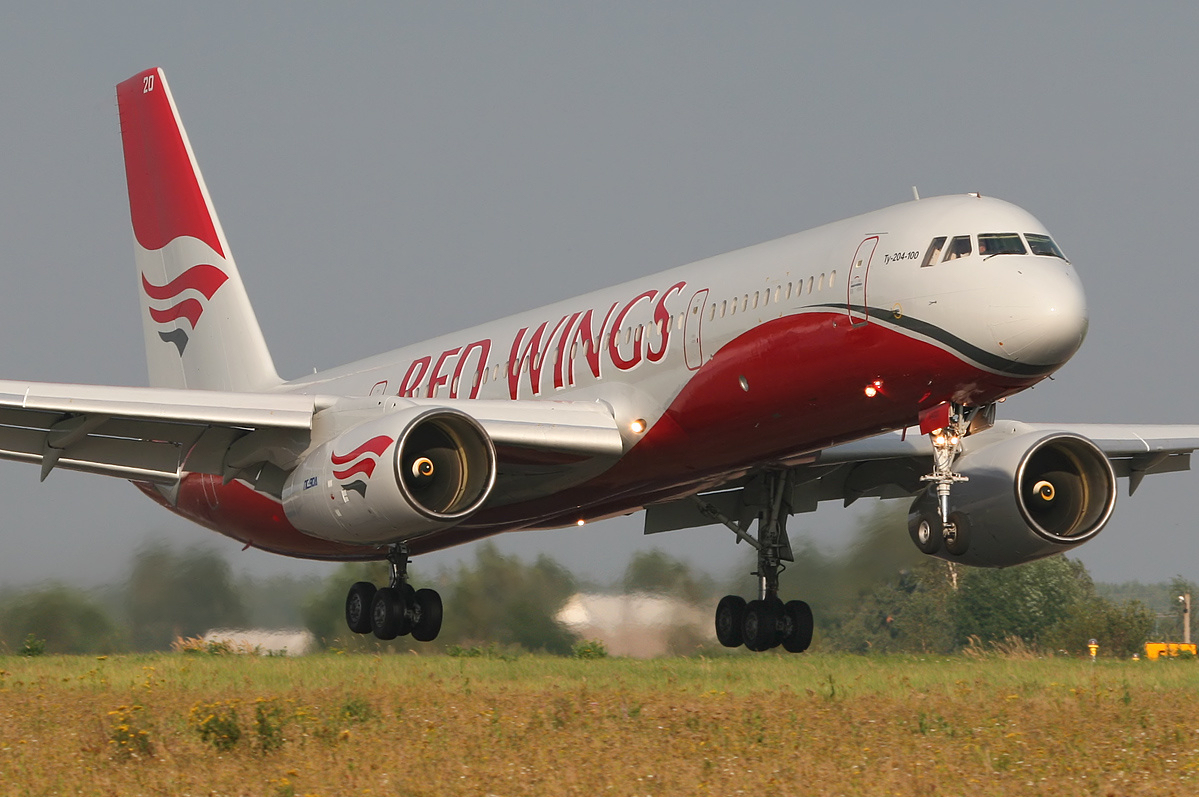
توبوليف تي يو-204 تابعة لشركة طيران ريد ونجز

تتالف صناعة الطائرات الروسية من 106 شركة، 18 منها منظوية إلى شركة شركة الطائرات المتحدة  شركةسوخوي هي واحدة من أكثر الشركات نجاحاً،
التي طرحت مجموعة من الطائرات الناجحة مثل سوخوي سو-27 وسوخوي سو-30 وسوخوي سو-35 . وفي الجانب المدني طرحت الشركة طائرة سوخوي سوبرجت 100 . (في شركة كمزمسك) وهي أكبر شركة منتجة للطائرات في روسيا.
وتنتج شركة توبوليف الطائرات المدنية مثل طائرات توبوليف تي يو-204 وتوبوليف تي يو-214 ولكنها تنتج ايضاً القاذفات بعيدة المدى توبوليف تي يو-160 وتقوم بتطوير خليفتها.ويتم الإنتاج الجماعي لطائرة توبوليف تي يو-204 في شركة (افي ستار اس بي) الذي يقع في مدينة اوليانسك، بينما يتم إنتاج طائرة توبوليف تي يو-214 في شركة كازان لانتاج الطائرات. من جهتها تركز شركة إليوشن على إنتاج طائرات النقل العسكري والمدني، وتنتج شركة إيركوت طائرات التدريب والطائرات البرمائية ومعدات الطائرات الالكترونية والملاحية.وتنتج شركات (زالا ايرو) و (فيكا راديو)الطائرات المسيرة بدون طيار.
| شركة الطائرات المتحدة | المروحيات الروسية JSC                                                    | المنتجون الرئيسيون الاخرون: |  |
| - اليوشن - شركة فورونيج لانتاج الطائرات - ايركوت - بيريف - بيتا اير - مصنع طيران ايركوت - مكتب ايركوت افيا ستيب للتصميم - مكتب روشيان افينوكس للتصميم - ميكويان - سوكول - سوخوي - شركة كوزمولسك لانتاج الطائرات - شركة نوفو سيبرسك لانتاج الطائرات - توبوليف - ياكوفليف - افيستار- اس بي - شركة كازان لانتاج الطائرات | - كاموف - مصنع مروحيات كازان - ميل للمروحيات - روستوف روتول - اولان-اودى | افيكور مايسي شفز تكنو افيا  |  |

## المعاهد العلمية
- المعهد المركزي للهيدرودينامي - الجوية (TsAGI) تأسس هذا المعهد عام 1918 ويقع في مدينة موسكو.

الانشطة الرئيسية
- - البحوث النظرية والعملية وتطبيق البحوث في مجال الايردينامي وديناميكية الطيران، ونظام السيطرة، القوة والمرونة الجوية، ايرودينامي حراري وديناميكية الغاز، الطائرات المتقدمة، معدات الاختبار الفريدة، علم قوة الموانع والايركوستيك، تقنية النانو.
  - شهادة الطائرة
  - النتائج على القوة والايرودينامية
  - تصميم الانفاق الهوائية والمنصات
  - تطوير النظريات الرقمية والبرامجيات
  - الانشطة الاقتصادية الاجنبية
  - تنفيذ الطلبات التجارية والعقود مع الزبائن الاجانب.

ويقع تحت تصرف المعهد 60 نفق هوائي ومنصات اختبار لاختبار القوة، الصوتية، والدينامية، ايرودينامية الطائرة.
- معهد جرموف لبحوث الطيران انشئ عام 1941 يقع في موسكو في ميدان اختبار زاكوفسكي للطيران والبحوث ويجري كل عامين في هذا الميدان معرض للطيران والفضاء.
- معهد بارانوف المركزي لتطوير محركات الطائرات انشئ عام 1930 ويقع في موسكو.
- معهد ال روشيان لبحوث مواد الطيران. انشئ عام 1932 ويقع في موسكو.
- معهد بحوث الدولة لانظمة الطيران انشئ عام 1946 ويقع في موسكو.

## الإنتاج

### إنتاج الطائرات المدنية
الطائرات المدنية الثابتة الجناح التي سلمتها الشركات الروسية بين عامي 2005-2013
| نوع               | 2005 | 2006 | 2007 | 2008 | 2009 | 2010 | 2011 | 2012 | 2013 |
| ----------------- | ---- | ---- | ---- | ---- | ---- | ---- | ---- | ---- | ---- |
| ان - 140          |      | 1    | 1    |      | 1    |      | 1    | 2    | 3    |
| ان - 148          |      |      |      |      | 2    | 5    | 5    | 3    | 6    |
| ان - 38           |      |      | 1    |      |      |      |      |      |      |
| ال - 96           | 1    | 2    | 2    | 2    | 2    |      | 1    | 1    | 1    |
| تي يو - 154       | 1    | 1    | 1    |      |      | 1    |      | 2    |      |
| تي يو - 204       | 3    | 3    | 3    | 6    | 4    | 1    | 3    | 2    |      |
| تي يو -214        | 1    | 2    |      | 1    | 2    | 2    | 3    | 1    | 2    |
| بيريف 200         |      |      |      |      |      | 1    | 1    |      |      |
| سوخوي سوبرجت 100  |      |      |      |      | 1    | 2    | 5    | 12   | 24   |
| اليوشن اي ال - 76 |      |      |      |      |      |      |      |      |      |
| المجموع           | 6    | 9    | 8    | 9    | 12   | 12   | 19   | 24   | 36   |
| المصادر:          |      |      |      |      |      |      |      |      |      |

### إنتاج الطائرات العسكرية
في القطاع العسكري الشركات التي تنتمي إلى شركة الطائرات المتحدة سلمت 84 طائرة جديدة. وتم تحديث أكثر من 60 طائرة أو خضعت لعملية ترميم.

### إنتاج المروحيات

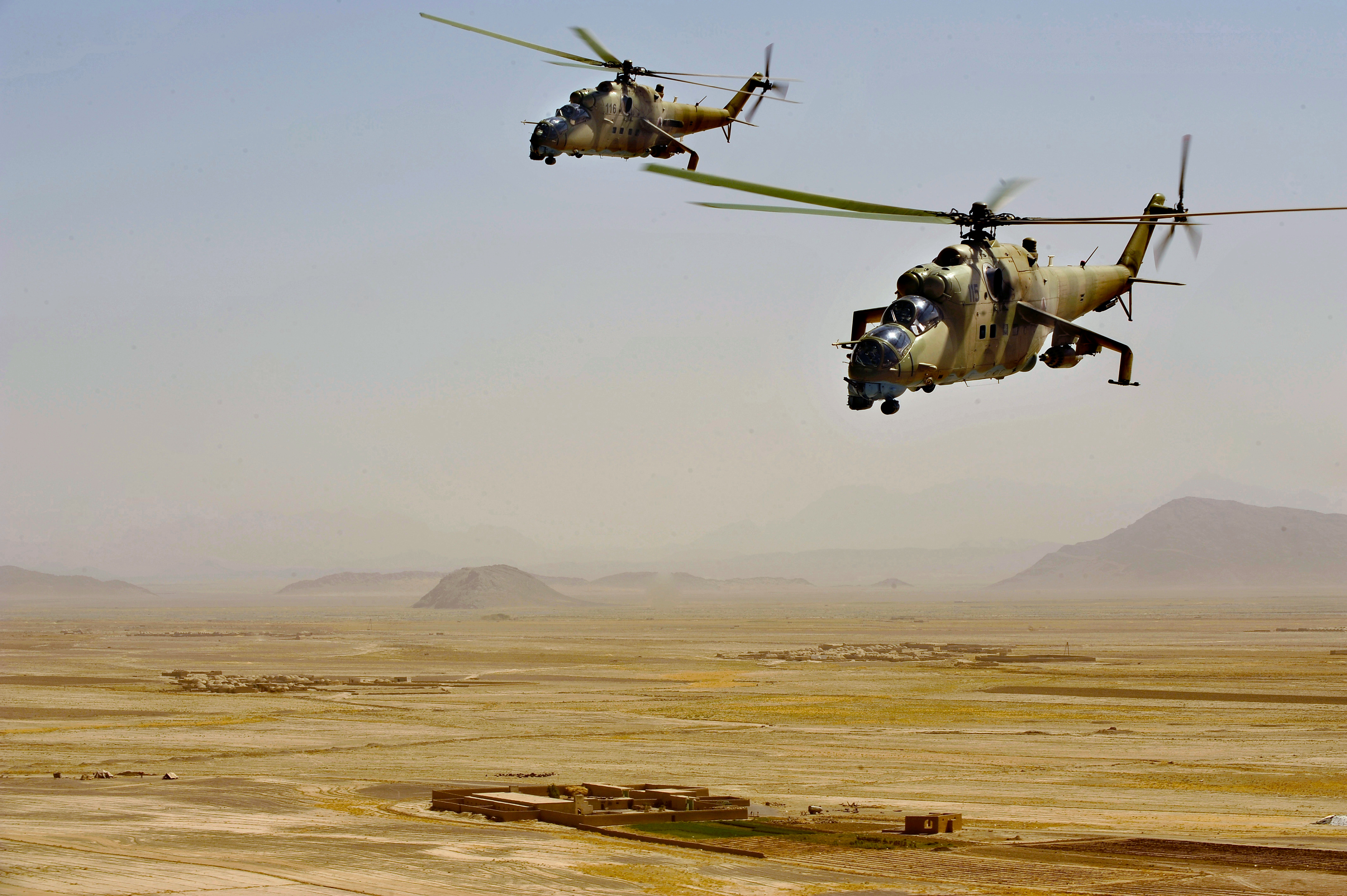
مروحيات مي 35 إم أفغانية

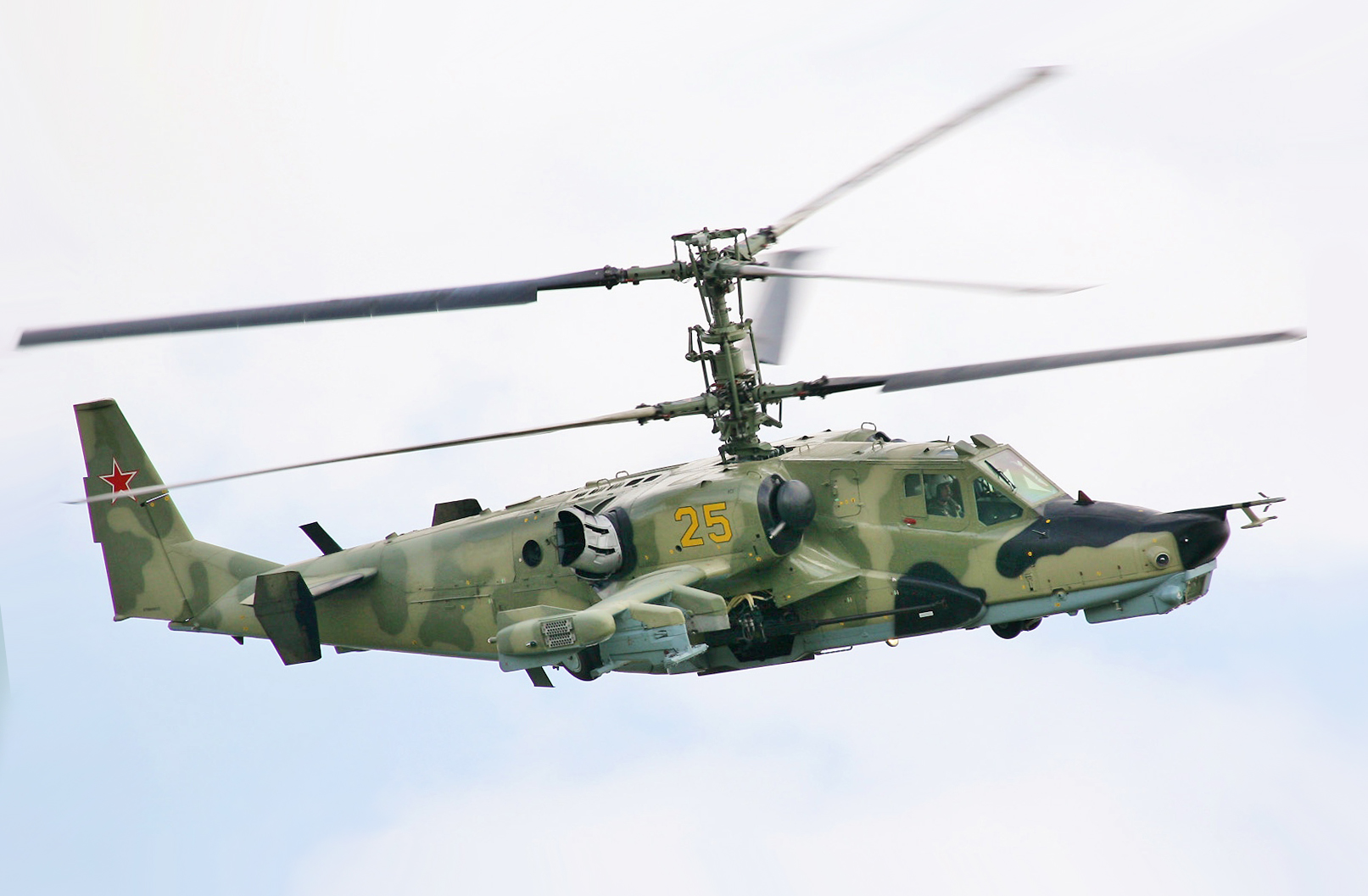
كاموف كا-50

| عائلة مي - 8 | 193 |
| عائلة مي- 35 | 29  |
| مي - 26      | 7   |
| مي - 28 ن    | 18  |
| كا - 31      | 1   |
| كا- 32       | 5   |
| كا - 52      | 21  |
| كا - 226     | 11  |
| انسات        | 5   |
| مجموع        | 290 |
| المصادر:     |     |

## الاهمية الاقتصادية

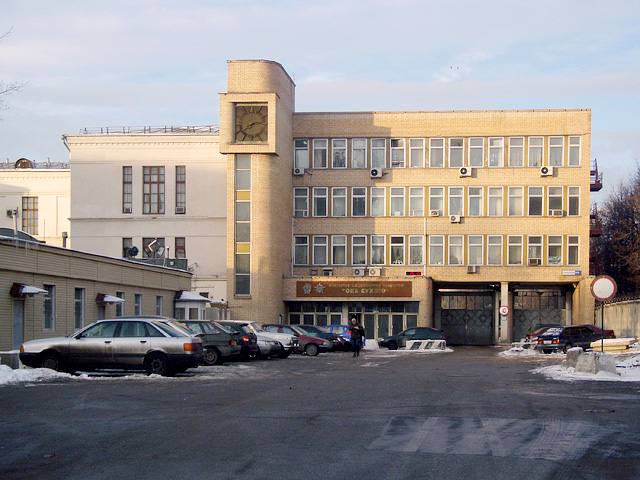
مكتب سوخوي للتصميم

صناعة الطائرات في روسيا أحد اعمدة الاقتصاد الروسي. وهي واحدة من أكثر القطاعات ذات الاستخدام الكثيف للعلوم المتقدمة والتي توظف أكبر عدد من الموظفيين ذوي المهارات العالية.يفوق إنتاج وقيمة قطاع الطائرات العسكرية القطاع المدني وتشكل صادرات الطائرات العسكرية أكثر من نصف صادرات الاسلحة الروسية.

### التوظيف
في عام 2008 كانت الشركات الروسية توظف 355,300 موظف.
وتوظف شركة الطائرات المتحدة التي تشمل معظم الشركات الرئيسية 97,500 موظف في العام 2009, يعمل 85,500 عامل يعملون في معامل الإنتاج بينما يعمل 11,100 موظف في مكاتب التصميم و900 موظف يعملون في الإدارة والتأجير ويبلغ معدل اعمار العاملين في شركة الطائرات المتحدة في حقل الإنتاج 44 سنة، وفي مكاتب التصميم 49 سنة. وتبلغ نسبة حملة الشهادات العليا بينهم 34% .

## اقرأ ايضاً
- صناعة الفضاء الروسية